# Nguyễn Minh Đức (công an)
Nguyễn Minh Đức (sinh ngày 19 tháng 7 năm 1969) là một Trung tướng Công an nhân dân Việt Nam và chính trị gia người Việt Nam. Ông là Đại biểu Quốc hội Việt Nam khóa XIV nhiệm kỳ 2016-2021 thuộc Đoàn Đại biểu Quốc hội Thành phố Hồ Chí Minh; tháng 5 năm 2021 ông tái ứng cử tại Đơn vị bầu cử số 5, Thành phố Hồ Chí Minh (gồm Quận Tân Bình và quận Tân Phú) và trúng cử Đại biểu Quốc hội nhiệm kỳ 2021-2026 với tỉ lệ 65,33% số phiếu; hiện Ông là Đại biểu Quốc hội thuộc Đoàn đại biểu Quốc hội thành phố Hồ Chí Minh và là Phó Chủ nhiệm Ủy ban Quốc phòng và An ninh của Quốc hội khóa 15. Nguyên Viện trưởng Viện khoa học Cảnh sát, Học viện Cảnh sát nhân dân; nguyên Phó Tổng biên tập Tạp chí Cảnh sát nhân dân, Bộ Công an.

## Xuất thân
Nguyễn Minh Đức sinh ngày 19 tháng 7 năm 1969 quê quán ở xã Minh Tân, huyện Vụ Bản, tỉnh Nam Định.
Ông hiện cư trú ở Tập thể Học viện Cảnh sát nhân dân, phường Cổ Nhuế 2, quận Bắc Từ Liêm, thành phố Hà Nội.

## Giáo dục
- Giáo dục phổ thông: 10/10
- Cử nhân Luật, chuyên ngành Cảnh sát hình sự
- Tiến sĩ Luật Hiến pháp (bảo vệ Luận án tiến sĩ tại Khoa Luật, Đại học Tổng hợp Hữu nghị các dân tộc Nga, Mátxcơva, Liên bang Nga, ngày 18 tháng 5 năm 2006)
- Phó giáo sư Khoa học an ninh (năm 2011)
- Giáo sư Khoa học an ninh (năm 2016)
- Cao cấp lí luận chính trị

## Sự nghiệp
Ông gia nhập Đảng Cộng sản Việt Nam vào ngày 28 tháng 1 năm 1994.
Trước tháng 9 năm 2016 ông là Đảng ủy viên Học viện Cảnh sát nhân dân, Bí thư Đảng ủy Viện khoa học Cảnh sát; Đại tá, Viện trưởng Viện khoa học cảnh sát, Học viện Cảnh sát nhân dân; Phó Tổng biên tập Tạp chí Cảnh sát nhân dân, Bộ Công an và giảng dạy, nghiên cứu ở Học viện Cảnh sát nhân dân.
Từ tháng 9 năm 2016 đến tháng 10 năm 2019 Ông là Ủy viên thường trực Ủy ban Quốc phòng và An ninh của Quốc hội Khóa 14.
Ngày 19 tháng 10 năm 2017, Ông Nguyễn Minh Đức được Chủ tịch nước ký quyết định thăng cấp bậc hàm Thiếu tướng Công an nhân dân Việt Nam.
Ngày 15 tháng 11 năm 2019, Ông được bổ nhiệm giữ chức Phó Chủ nhiệm Ủy ban Quốc phòng và An ninh của Quốc hội, Khóa 14
Ngày 11 tháng 11 năm 2021, Ông được Chủ tịch nước ký quyết định thăng cấp bậc quân hàm Trung tướng Công an nhân dân Việt Nam
Hiện Ông làm việc tại Ủy ban Quốc phòng và An ninh của Quốc hội nước Cộng hòa xã hội chủ nghĩa Việt Nam, Khóa 15

## Đại biểu quốc hội Việt Nam nhiệm kì 2016-2021
Sáng ngày 23 tháng 5 năm 2017, Ông đề nghị xây dựng luật xử lý trách nhiệm người gây ra nợ xấu và đề nghị không bán nợ cho nước ngoài, bổ sung quy định không sử dụng ngân sách để giải quyết nợ xấu.

### Ủng hộ Luật An ninh mạng
Ngày 10 tháng 6 năm 2018, ông Nguyễn Minh Đức cho biết ông ủng hộ thông qua Luật An ninh mạng, và cho rằng việc "Lưu trữ tại Việt Nam đối với thông tin cá nhân của người sử dụng tại Việt Nam và các dữ liệu quan trọng liên quan đến An ninh quốc gia; đặt trụ sở hoặc văn phòng đại diện tại Việt Nam" là khả thi, không trái với các điều ước quốc tế mà Việt Nam đã kí kết.